# Oceana (organizacja)
Oceana – to międzynarodowa organizacja pozarządowa działająca na rzecz ochrony światowych zasobów morskich i oceanicznych. Oceana, jako organizacja o zasięgu globalnym, posiada biura w Europie oraz w Ameryce Północnej, Południowej i Środkowej.  
Oceana pracuje nad przywróceniem właściwego stanu morskich ekosystemów oraz odbudową światowych zasobów ryb, opierając swoje kampanie i aktywności o badania naukowe.  